# Gattyana australis
Gattyana australis är en ringmaskart som beskrevs av Averincev 1978. Gattyana australis ingår i släktet Gattyana och familjen Polynoidae.
Artens utbredningsområde är havet kring Nya Zeeland. Inga underarter finns listade i Catalogue of Life.